# Ethan Luck
Ethan John Luck (Long Beach, 16 de outubro de 1978) é um guitarrista, baterista e fotógrafo, que já tocou em muitas bandas, o mais proeminente, a banda de ska The O.C. Supertones e a banda de rock Relient K. Ele também é o primo de Matt Wignall da banda Havalina. Luck também fez uma carreira a tempo parcial como produtor musical trabalhando com pessoas como Aaron Sprinkle, Mark Lee Townsend, Joe Marlet, Neill King, Bill Stevenson, etc. Ele tem tocado em álbuns para Kutless, Roper, Nikki Clan e Last Tuesday e muitas outras. Luck e seu ex-companheiro de banda, Daniel Spencer, tiveram uma banda de punk rock chamada My Red Hot Nightmare, e também um estúdio de gravação chamado Rebel Waltz Recording Co. em Franklin, Tennessee, artistas que gravaram com eles incluem:  Flatfoot 56, August Burns Red, The Send, The Lonely Hearts, e muitos outros. Luck continua com o seu amor pela gravação e recentemente produziu o álbum solo do cantor do Supertones, Matt Morginsky.
Foi anunciado em 12 de fevereiro de 2008, que Ethan seria o novo baterista da banda pop punk do Relient K. A banda fez o anúncio em seu site e no mesmo dia, Luck anunciou em seu site pessoal. Ele também postou uma carta para os fãs de Demon Hunter sobre seu futuro na banda. Em agosto de 2009, soube-se que Ethan, junto com Don Clark, tinham decidido deixar de serem guitarristas de Demon Hunter, da agenda de Ethan e Don com Relient K e  Invisible Creature, respectivamente, tornou difícil de se manterem com Demon Hunter e os seus outros projetos.
Também foi anunciado em 2012 que Ethan Luck começou a trabalhar em um novo projeto solo, punk/ska/reggae sob o nome de Ethan Luck and the High Pressure System. O primeiro single é "Hey Mr. Pharisee".
Em 21 de Abril de 2013, Luck anunciou que não estaria mais com Relient K.
Luck e sua esposa são vegetarianos.

## Bandas

### Atualmente
- Kings of Leon (músico de turnê - guitarra, teclado e percussão) 2014–presente[8]
- The Lees of Memory (músico de turnê - guitarra elétrica e acústica) 2015–presente
- Ethan Luck (solo) 2012–presente

### Ex-integrante
- Saved (antes do nome da banda mudar para O.C. Supertones) (guitarra) 1993–1994
- Pax (antes o nome era PAX217) (guitarra) 1994–1996
- Project 86 (bateria/baixo) 1996-1997
- The Dingees (drums) 1996–1998
- Value Pac (bateria/guitarra) 1998–2000
- The O.C. Supertones (guitarra) 2000–2005
- Grand Incredible (guitarra/bateria) 2001
- Guerilla Rodeo (guitarra) 2003
- My Red Hot Nightmare (vocal/guitarra) 2005–2007
- Demon Hunter (guitarra solo) 2005–2009
- Relient K (bateria, percussão) 2008–2013

### Ele tocou ao vivo com
- John Davis (Superdrag) (guitarra/baixo) 2005–2011 (guitarrista/baixista ao vivo)
- The Lonely Hearts (guitarra solo/lap steel)
- Relient K On Spring 07 tour (lap steel)
- Ginger Sling (bateria/guitarra)
- Bleach (bateria)
- PAX217 (bateria)
- Jon Foreman (lap steel)
- Paramore (guitarra)
- Mike Herrera (guitarra)
- Shane Tutmarc (bateria, guitarra, baixo, lap steel)
- Hillbilly Casino (bateria)
- Kings of Leon (guitarra rítmica, teclado, piano, percussão, backing vocais)

## Trabalho em estúdio
- Corrin Campbell - "Where I Stand (Single)" - guitarra - (2012)
- Stephanie Smith - Not Afraid - bateria, guitarra, baixo & e compositor em faixas selecionadas - Gotee Records (2008)
- Relient K - Let it Snow, Baby... Let it Reindeer - Lap Steel/"Country" guitarra - Gotee Records (2007)
- Demon Hunter - Storm the Gates of Hell - engenharia, guitarra/baixo - Solid State Records (2007)
- MXPX - Secret Weapon - engenharia John Davis' vocais/órgão em "Sad Sad Song", engenharia em "Punk Rock Celebrity" - Tooth & Nail Records (2007)
- Ruth - Secondhand Dreaming - engenharia John Davis vocais/Pedal Steel em "From Here To New York" Tooth & Nail Records (2007)
- Phil Joel - Deliberate Kids - Lap Steel em "Wise Man Rock"  (2007)
- Chasing Victory - Fiends (álbum) - pre-produção e engenharia - Mono Vs Stereo (2007)
- Flatfoot 56 - Jungle of the Midwest Sea - produtor/engenharia/mixador - Flicker Records (2007)
- Relient K - Five Score and Seven Years Ago - Moon Bateria em "Deathbed" - Capitol Records (2007)
- The Send - Cosmos - pre-produção e engenharia em "Begin" (2006)
- Kutless - Hearts of the Innocent - compositor "Shut Me Out" e "The Legacy" c/ Aaron Sprinkle e Kutless - BEC Recordings (2006)
- Fair - The Best Worst-Case Scenario - produção/engenhariaJohn Davis' vocais/Pedal Steel - Tooth and Nail Records (2006)
- Last Tuesday - Become What You Believe - produção/engenharia/guitarra adicional - Mono Vs Stereo (2006)
- John Davis - Arigato! - pre production engineer (2006)
- Nikki Clan - Nikki Clan - guitarra/baixo - Sony Mexico (2006)
- Kutless - Strong Tower - guitarra - BEC Recordings (2005)
- Last Tuesday - Resolve - guitarra solo on "It's Not Too Late" - Mono Vs Stereo (2005)
- What I Like About You - TV Show Cues - guitarra - Warner Bros. Records (2005)
- Roper - Brace Yourself for the Mediocre - guitarra/compositor nas faixas selecionadas - Five Minute Walk (2004)

## Discografia
Ethan Luck
- Ethan Luck & The Intruders EP - 2015 - vocais, guitarra, baixo & bateria
- Hard Seas EP - 2014 - vocais, guitarra, baixo, bateria, barítono & lap steel
- Cold Music - 2013 - vocais, guitarra, baixo, bateria & lap steel
- Wounds & Fears EP - 2013 - vocais, guitarra, baixo, bateria, barítono & lap steel
- Hey, Mr. Pharisee (Single) - 2012 - vocais, guitarra, baixo, bateria & teclado[9]

Relient K
- Collapsible Lung - Mono Vs Stereo Records 2013 - bateria
- Is for Karaoke - Mono Vs Stereo Records 2011 - bateria
- Forget and Not Slow Down- vateria /vocais - Gotee Records(2009)
- Let it Snow, Baby... Let it Reindeer - bateria (2008 só a faixa re-lançada) - Gotee Records (2007/2008)
- The Bird and the Bee Sides - bateria/vocais- Gotee Records(2008)

Demon Hunter
- Storm the Gates of Hell - guitarra solo - Solid State Records (2007)
- The Triptych - guitarra solo - Solid State Records (2005)

My Red Hot Nightmare
- A Tribute to Superdrag - vocais/guitarra - Double D Records (2006)
- My Other Band, Vol. 1 - vocais/guitarra/baixo - Mono Vs Stereo (2006)

The O.C. Supertones
- Unite - guitarra - BEC Recordings (2005)
- Revenge of the O.C. Supertones - guitarra/baixo - BEC Recordings (2004)
- Veggie Rocks! Compilation - guitarra/vocais em "I Can Be Your Friend" - Forefront Records (2004)
- Hi-Fi Revival - guitarra - Tooth And Nail Records (2002)
- Happy Christmas Vol. 3 - guitarra - "Heaven's Got A Baby" - BEC Recordings (2001)
- Live! Volume One - guitarra - Tooth And Nail Records (2001)
- Loud and Clear - guitarra - BEC Recordings (2000)

Guerilla Rodeo
- Ride, Rope and Destroy - guitarra - Ministry of Defense (2004)

Grand Incredible
- G.I. Gantic - guitarra/bateria - BEC Recordings (2002)

The Dingees
- Happy Christmas - bateria em "We Three Kings" - BEC Recordings (1998)
- Armageddon Massive - bateria - BEC Recordings (1998)